# Stefans Grové
Stefans Grové (ur. 23 lipca 1923 w Bethlehem, zm. 29 maja 2014 w Pretorii) – południowoafrykański kompozytor.

## Życiorys
Jako dziecko uczył się muzyki od swojej matki i wuja, Davida Roodego, grał na fortepianie i organach. Studiował grę na fortepianie w South African College of Music w Kapsztadzie u Camerona Taylora i Erika Chisholma, w latach 1945–1946 uczył się też kompozycji u Williama Henry’ego Bella. W 1953 roku jako stypendysta Programu Fulbrighta wyjechał do Stanów Zjednoczonych, gdzie kontynuował studia u Waltera Pistona na Harvard University, w 1955 roku uzyskując stopień Master of Arts. Kształcił się też w Berskhire Music Center w Tanglewood u Aarona Coplanda. Wykładał w Bard College w Annandale-on-Hudson (1956–1957) oraz w Peabody Conservatory of Music w Baltimore (1957–1971). Po powrocie do RPA wykładał w South African College of Music w Kapsztadzie oraz na University of Pretoria.

## Twórczość
Początkowo komponował w stylistyce bliskiej twórczości Claude’a Debussy’ego, później zwrócił się w kierunku neoklasycyzmu w stylu Waltera Pistona i Paula Hindemitha. Począwszy od lat 80. XX wieku zaczął wprowadzać do swoich utworów motywy etniczne zaczerpnięte z tradycyjnej muzyki Południowej Afryki.

## Wybrane kompozycje
(na podstawie materiałów źródłowych)

### Utwory orkiestrowe
- Elegy na smyczki (1948)
- Ouverture (1953)
- Sinfonia concertante (1956)
- Koncert skrzypcowy (1959)
- Symfonia (1962)
- Partita (1964)
- Concerto grosso na skrzypce, wiolonczelę, fortepian i orkiestrę (1974)
- Maya na skrzypce, fortepian i smyczki (1977)
- Kettingrye na instrumenty i orkiestrę (1978)
- poemat symfoniczny Vladimir’s Round Table (1982)
- Suite Concertanto na klawesyn i smyczki (1985)
- Dance Rhapsody – An African City (1985)
- Concertato Overture on 2 Zulu Themes (1988)
- Overture Itubi na orkiestrę młodzieżową (1992)

### Utwory kameralne
- 2 kwartety smyczkowe (I 1946, II 1955)
- Trio na skrzypce, wiolonczelę i fortepian (1952)
- Serenade na flet, obój, altówkę, klarnet basowy i harfę (1952)
- Trio na obój, klarnet i fagot (1952)
- Sonata skrzypcowa (1953)
- Kwintet na harfę i smyczki (1954)
- Tower Music na instrumenty dęte (1954)
- Divertimento na flety proste (1955)
- Sonata fletowa (1955)
- Daarstelling na flet, klawesyn i smyczki (1972)
- Die nag van 3 April na flet i klawesyn (1975)
- Vir ’n winterdag na fagot i fortepian (1977)
- Gesprek vir drie na obój, klarnet i perkusję (1978)
- Rendezvous na flet piccolo i tubę (1978)
- Symphonia quattuor cordis na skrzypce (1980)
- Suite Juventuti na instrumenty dęte i perkusję (1982)
- Jeu de Timbres na perkusję (1983)
- Sonata skrzypcowa (1984)
- Quintet – A City Serenade na flet lub flet altowy, klarnet lub klarnet basowy, altówkę, wiolonczelę i harfę (1985)
- Trio na skrzypce, róg i fortepian (1988)
- Song of the African Spirits na kwartet smyczkowy (1993)

### Utwory fortepianowe
- 3 Inventions (1951)
- Stylistic Experiment (1971)
- Tweespalt na fortepian na lewą rękę (1975)
- Songs and Dances from Africa (1988)
- The Blus Dream Valley (1992)

### Utwory organowe
- Ritual (1969)
- Chorale Prelude on Psalm 42 (1974)
- Rhapsodic Toccata (1977)
- Afrika Hymnus (1991)

### Utwory wokalno-instrumentalne
- Cantata profana na 2 głosy, flet, obój, klawesyn i wiolonczelę (1959)
- Symfonia na chór i orkiestrę (1975)
- 5 Ingrid Jonker Songs na sopran i fortepian (1982)
- Omnis Caterva Fidelium na chór dziecięcy i fortepian (1985)
- 7 Songs on Bushman Poems na sopran, kwartet smyczkowy i fortepian (1990)
- Zulu Horizons na baryton i orkiestrę (1992)

### Opera
- Die bose Wind (1983)

### Balety
- Die deper Reg (1950)
- Alice in Wonderland (1959)
- Waratha (1977)
- Pinocchio (1983)